# 15대 닥터
15대 닥터 (Fifteenth Doctor)는 BBC의 SF 드라마 닥터 후의 주인공인 닥터의 생애 중 하나이다. 르완다계 스코틀랜드 배우 슈티 개트와가 연기할 예정이다. 슈티 개트와는 흑인 배우로는 사상 최초로, 스코틀랜드 출신 배우로는 역대 네 번째로 닥터를 연기하게 되었다.
드라마 내에서 닥터는 타임로드라 불리는 외계인 종족의 일원이며, 타디스라 불리는 타임 머신을 타고 모험을 한다. 닥터가 치명상을 입으면 재생성을 하여 외모와 성격이 다른 새로운 사람으로 변할 수 있다.
당초 슈티 개트와는 현 13대 닥터의 조디 휘태커의 뒤를 이을 차기 닥터로 발표되었고, 이에 따라 슈티 가트와가 14대 닥터를 연기할 것이며, 작중 조디 휘태거가 13대 닥터로 출연하는 마지막 순간에 슈티 개트와의 모습으로 재생성할 것이라는 보도가 많았다. 그러나 정작 13대 닥터의 마지막 에피소드에서는 10대 닥터의 모습과 비슷한 얼굴로 재생성하는 것으로 연출되었다. 실제로 배우까지 데이비드 테넌트로 동일한 이 닥터가 바로 14대 닥터임이 확인되면서, 슈티 가트와가 연기하는 닥터는 15대 닥터로 정정되었다.
15대 닥터가 주인공으로 등장하는 첫번째 에피소드는 2023년 닥터 후 60주년 스페셜의 마지막 에피소드인 "The Giggle"이었으며, 그해 크리스마스 스페셜 "The Church on Ruby Road"를 거쳐 이듬해 2024년 방영된 닥터 후 시즌 1부터 정규 출연하게 되었다.

## 캐스팅
2022년 초, 스페셜 시즌을 끝으로 닥터 역에서 하차하게 된 조디 휘태커의 뒤를 누가 이을 것인가를 놓고 영국의 수많은 배우가 후보로 거론됐다. 그 가운데는 휴 그랜트, 마이클 신, 크리스 마셜, 리처드 아이오아디, 미케일라 코얼, 켈리 맥도널드, 레니 헨리도 있었다.
또한 이번에 총괄 프로듀서로 러셀 T 데이비스가 복귀하게 됐다는 사실을 근거로, 이전에 다른 작품에서 러셀과 함께 작업했던 배우로 올리 알렉산더, 리디아 웨스트, 오마리 더글라스, 티니아 밀러, 피사요 아키네이드도 14대 닥터의 후보로 거론됐다. 심지어 구 러셀 체제에서 10대 닥터로 활약하며 큰 인기를 끌었던 데이비드 테넌트나, 13대 닥터 시기 도망자 닥터 역으로 데뷔한 조 마틴이 14대 닥터가 될 것이라는 루머도 있었다.
2022년 5월 8일, 슈티 개트와는 자신의 인스타그램에 두 개의 빨간색 하트 이모티콘, 더하기 기호, 파란색 상자 이모티콘 (❤️❤️➕🟦)이 담긴 사진을 업로드했다. 해당 이모티콘에서 하트 두 개는 닥터의 심장 두 개를 뜻하고 푸른 상자는 타디스로 해석된다는 점과 더불어, 게시물에 닥터후 차기 총괄 프로듀서 러셀 T 데이비스가 댓글을 달면서, 슈티 개트와가 닥터로 캐스팅됐다는 추측을 불러일으켰다. 이 같은 추측은 같은 날 닥터후 트위터 공식 계정을 통해 슈티 개트와의 캐스팅 소식을 정식으로 발표하면서 사실로 확인되었다.
슈티 개트와는 닥터후 공식 홈페이지에 게재된 기사를 통해 "저의 배역과 드라마는 저를 비롯해 전 세계의 많은 사람들에게 큰 의미가 있다. 저의 전임 배우분들은 뛰어난 재능을 바탕으로 고유의 책임감과 특권을 최대한 주의깊게 다뤄 나갔다. 나 역시 똑같이 최선을 다해 노력하도록 하겠다"는 소감을 밝혔다. 러셀 T 데이비스는 "슈티는 제작진을 사로잡고, 닥터를 움켜잡아 몇 초만에 타디스 키를 손에 넣었다... 장담컨대 2023년은 굉장할 것!"이란 소감을 남겼다.
2022년 5월 캐스팅 발표 당시 슈티 가트와는 14대 닥터를 연기할 것으로 예상됐다. 이는 2022년 스페셜 에피소드를 끝으로 하차하는 조디 휘태커의 뒤를 이으리라는 지극히 일반적인 시각이었다. 그러나 2022년 마지막 스페셜 "The Power of the Doctor"에서 13대 닥터가 14대 닥터로 재생성하는 장면에서, 조디 휘태커의 얼굴이 데이비드 테넌트의 얼굴로 바뀌는 연출이 공개되었다. 결국 14대 닥터는 데이비드 테넌트가 맡는 것으로 확인이 되었으며, 슈티 가트와는 15대 닥터 역으로 출연하게 되었다. 방영 직후 총괄 프로듀서 러셀 T 데이비스는 "슈티가 15대 닥터로 가는 길은 미스터리, 공포, 로봇, 인형, 위험, 재미로 가득 차 있다!"라며 이 같은 사실을 공식화했다. 이후 60주년 특집 예고편에서 슈티 가트와가 15대 닥터 역으로 처음 모습을 드러냈다.

## 행적

### 60주년 스페셜 (2023년)
15대 닥터로 본격적인 출연을 하기에 앞서 2023년 11월 23일 60주년 특집으로 재방영된 2013년 다큐드라마 《An Adventure in Space and Time》에서 배우 슈티 가트와 본인이 등장하였다. 이 드라마는 1963년 닥터 후의 탄생 비화와 1대 닥터 역의 윌리엄 하트넬의 이야기를 그린 것으로, 후반부 재생성 장면을 촬영하려는 대목에서 윌리엄 하트넬의 앞에 수십년 뒤에도 출연하는 닥터의 환영이 등장하는데, 드라마 제작 당시에는 현역 닥터 배우였던 맷 스미스였으나 이번에는 슈티 가트와가 출연하는 것으로 수정되어 편집된 것이다.
닥터로서의 제대로 된 첫 등장은 2023년 11월 닥터 후 60주년 스페셜의 제3화로 방영된 "The Giggle" 편에서 14대 닥터 (데이비드 테넌트 분)가 기존의 재생성이 아닌 '양재생성'을 하게 된 장면부터 시작되었다. 양재생성이란 닥터의 모습이 교체되는 것이 아니라, 새로운 닥터가 아예 다른 인격체로서 분리되어 나오는 설정임이 드러났다. 두 닥터는 힘을 합쳐 놀이의 신 토이메이커 (닐 패트릭 해리스)의 마지막 내기에서 승리하여 물리친다. 이후 15대 닥터는 토이메이커의 남은 위력을 이용하여 타디스를 하나 더 복제해 14대 닥터에게 선물한다. 선대 닥터의 기억을 고스란히 이어받은 14대 닥터가 새 버전의 타디스를 몰고 또다른 여정에 나서는 것으로 끝난다.

### 시즌 1 (2024년)
2023년 크리스마스 스페셜 "The Church on Ruby Road"에서 새 동행자 루비 선데이 (밀리 깁슨)과 처음 만난다. 닥터는 2004년 눈 내리는 크리스마스 이브날 의문의 여인이 루비로드 교회에 갓난아기 때의 루비를 두고 떠나는 모습을 목격한다. 이후 2023년 크리스마스날로 간 닥터는 양어머니 카를라의 보살핌에 어엿한 성인이 된 루비 선데이를 만난다. 돌봄가정으로서 맡겨진 아기를 빼앗아 간 고블린들을 물리친 뒤 닥터는 정식으로 루비 선데이를 타디스에 초대한다.
2024년 5월 방영된 시즌 1에서는 크리스마스 스페셜에서 타디스에 입성한 시점을 기준으로 본격적인 모험에 나선다. 제1화 "Space Babies"에서는 루비와 함께 떠난 첫 모험에서 우주 아기들을 만나 우주선의 괴물을 물리치고 난민 행성으로 보내준다. 제2화 "The Devil's Chord"에서는 1967년 애비 로드 스튜디오로 향했다가 온 세상에 음악이 사라진 모습을 마주하고 그 배후에 토이메이커의 자식이자 음악의 신인 '마에스트로' (징크스 몬순)의 음모가 있음을 알아내고, 비틀즈와 함께 마에스트로를 추방하는 화음을 찾아낸다. 제3화 "Boom"에서는 방산업체의 농간으로 무의미한 전쟁에 휘말린 외계 행성에서 지뢰를 밟아 생체 폭탄이 될 위기에 처했다가 루비와 그곳에서 만난 사람들의 도움으로 목숨을 건진다.
제4화 "73 Yards"에서는 루비와 함께 웨일스의 바닷가 마을로 향했다가 페어리 서클을 밟아 순식간에 존재가 사라지지만, 홀로 남겨진 루비가 알 수 없는 시각 현상과 한평생을 보낸 끝에 과거로 돌아가 닥터에게 밟지 말라고 경고함으로서 그 존재를 잃지 않게 되었다. 제5화 "Dot and Bubble"에서 닥터는 파인타임이라는 미래의 청년 마을에서 SNS에 중독되어 괴물들에게 잡아먹히는 사람들을 구조하기 위해 동분서주하지만 그들 스스로가 닥터와 함께하길 거부하고 살아남지 못할 길을 택하면서 엄청난 좌절감에 빠져 버린다. 제6화 "Rogue"에서는 섭정시대의 영국에서 로그 (조너선 그로프)라는 이름의 시간여행자를 만나 로맨스의 시간을 보낸다.
한편 닥터와 루비는 모험을 거듭하는 과정에서 어떤 늙은 여자 (수전 트위스트)가 수많은 시공간을 막론하고 똑같은 얼굴의 서로 다른 존재로 등장하는 것을 알아차린다. 제7화 "The Legend of Ruby Sunday"에서 UNIT 본부로 향한 닥터와 루비는 케이트 레스브리지스튜어트, 로즈 노블, 멜라니 부시 등의 동료들과 함께 이 여인의 정체가 2024년 지금 시점에서 '수전 트라이어드'라는 IT 기업 사장으로 모습을 드러내었음을 알아낸다. 이어 크리스마스 이브 날을 재현하여 루비 선데이의 어머니의 정체를 밝히려는 과정에서, 모든 것을 먼지로 바꾸어버리는 죽음의 신 '수테크' (개브리얼 울프)가 먼 옛날 닥터가 물리친 이래 타디스에 기생하며 살아왔다는 충격적인 사실을 마주한다. 제8화 "Empire of Death"에서는 그동안 타디스에 올라타면서 지구를 포함하여 닥터가 방문했던 모든 행성에 영향력을 행사하게 된 수테크가 그곳의 생명체들을 전부 먼지로 바꾸어 버리기 시작한다. 하지만 닥터는 루비 선데이의 기억으로부터 구현된 '기억의 타디스'를 이용해 탈출, 수테크를 무찌르고 먼지로 변한 모든 이들을 되살리는 데 성공한다. 이후 닥터는 친어머니를 되찾게 된 루비 선데이와 달콤씁쓸한 작별인사를 나눈다.

## 평가

### 캐스팅 발표 직후
앵거스 로버트슨 스코틀랜드 문화장관은 슈티 가트와가 닥터 역에 캐스팅된 것을 축하했다. 닥터 역의 유력 후보로 꼽혔던 동료 배우 올리 알렉산더 역시 슈티가 캐스팅되어 기쁘다는 트윗을 남겼다. 7대 닥터를 연기한 배우이자 동향 출신인 실베스터 매코이는 자신의 트위터에 또다른 스코틀랜드 배우가 닥터의 배우라는 고삐를 쥐게 되어 기쁘다고 밝혔다. 2022년 파리 팬페스티벌에서 11대 닥터 역의 맷 스미스는 슈티 가트와를 공개적으로 지지한다는 의사를 표했다. 12대 닥터 역의 피터 카팔디는 STV 뉴스와의 인터뷰에서 슈티 가트와가 "놀라운 닥터"가 되리라고 믿는다는 말을 남겼다. 이후 2022년 영국 아카데미 텔레비전상에 출연한 슈티 가트와는 10대 닥터의 데이비드 테넌트와 13대 닥터 역의 조디 휘태커가 자신에게 전화를 걸어 지지 의사를 표했다고 밝혔다.